# Philydrella
Philydrella är ett släkte av enhjärtbladiga växter. Philydrella ingår i familjen Philydraceae.
Kladogram enligt Catalogue of Life:
| Philydrella | \| \| Philydrella drummondii \| \| \| \| \| \| Philydrella pygmaea \| \| \| \| |
|             | \| \| Philydrella drummondii \| \| \| \| \| \| Philydrella pygmaea \| \| \| \| |
|             | Helmholtzia                                                                    |
|             |                                                                                |
|             | Philydrum                                                                      |
|             |                                                                                |
|             | Philydrella drummondii                                                         |
|             |                                                                                |
|             | Philydrella pygmaea                                                            |
|             |                                                                                |

|  | Philydrella drummondii |
|  |                        |
|  | Philydrella pygmaea    |
|  |                        |